# Alexander Gibson
Alexander Gibson (Motherwell, 11 febbraio 1926 – 14 gennaio 1995) è stato un direttore d'orchestra scozzese.
Gibson studiò al Conservatorio della Royal Scottish Academy of Music and Drama di Glasgow, così come a Londra, Salisburgo e Siena. Al momento della sua nomina nel 1957 come direttore musicale di Sadler's Wells (English National Opera) fu il più giovane ad aver mai occupato quella posizione.
Tornanto a Glasgow, nel 1959 divenne il primo direttore principale scozzese e direttore artistico della Royal Scottish National Orchestra, incarico che ha ricoperto fino al 1984, ad oggi più di qualsiasi altro conduttore. Dal 1981 al 1983 è stato anche direttore ospite principale della Houston Symphony Orchestra e della Guildford Philharmonic.
Gibson fondò la Scottish Opera nel 1962 e ne fu direttore musicale fino al 1986 e nel 1987 venne nominato direttore onorario mantenne il titolo per il resto della sua vita. 
Venne nominato Commendatore dell'Ordine dell'Impero Britannico (CBE) nel 1967 e Cavaliere nel 1977 e divenne presidente della Royal Scottish Academy of Music and Drama, dove in sua memoria è stata aperta nel 1998 la Alexander Gibson School of Opera, la prima scuola costruita appositamente per l'Opera in Gran Bretagna.
Gibson aveva una particolare affinità con i compositori scandinavi, in particolare Jean Sibelius, dei cui lavori realizzò numerose incisioni, e Carl Nielsen. 
Morì all'età di 68 anni in seguito alle complicazioni di un infarto. 
Al Theatre Royal di Glasgow, sede della Scottish Opera, vi è un suo busto commemorativo nel foyer e un ritratto ad opera del pittore della Casa reale in Scozia David Donaldson.